# Misako Watanabe
Pour les articles homonymes, voir Watanabe.
Misako Watanabe (渡辺美佐子, Watanabe Misako), née le 23 octobre 1932 dans le quartier d'Azabu, dans l'arrondissement de Minato à Tokyo, est une actrice japonaise.

## Biographie
Après avoir obtenu son diplôme du lycée pour jeunes filles Jissen, Misako Watanabe entre en 1951 en formation à la Haiyuza Theatre Company (en). Elle fait sa première apparition au cinéma en 1953 alors qu'elle est encore étudiante dans La Tour des lys de Tadashi Imai. Elle fait ses débuts sur les planches de théâtre en 1955 dans une pièce de Bertolt Brecht. L'année suivante, elle tourne dans Gyakukōsen de Takumi Furukawa et signe un contrat d'exclusivité avec la Nikkatsu.
Misako Watanabe remporte le Blue Ribbon Award de la meilleure actrice dans un second rôle pour son interprétation dans Désir inassouvi (1958) de Tadashi Imai.
Elle a tourné dans plus de cent films entre 1953 et 2019.

### Vie privée
Misako Watanabe s'est mariée avec le producteur de télévision et metteur en scène Katsumi Ōyama (ja) (1932-2014).

## Filmographie sélective

### Années 1950
- 1953 : La Tour des lys (ひめゆりの塔, Himeyuri no tō?) de Tadashi Imai : Yoshiko Tomiyasu
- 1953 : Kenji no tō (健児の塔?) d'Isamu Kosugi
- 1956 : Gyakukōsen (逆光線?) de Takumi Furukawa : Motoko Sayama
- 1956 : La Contrebande de la chair (肉体の密輸, Nikutai no mitsuyu?) de Yutaka Abe
- 1956 : Ueru tamashii (飢える魂?) de Yūzō Kawashima : Noriko Izumitani
- 1956 : Zoku ueru tamashii (続・飢える魂?) de Yūzō Kawashima : Noriko Izumitani
- 1957 : Joshiryōsai (女子寮祭?) de Buichi Saitō : Rumi Shinosaki
- 1957 : Koi to uwaki no seishun techō: Gaitō (恋と浮気の青春手帖 街燈?) de Kō Nakahira
- 1957 : La Vie d'aujourd'hui (今日のいのち, Kyō no inochi?) de Tomotaka Tasaka
- 1957 : Qui est le véritable assassin ? (殺したのは誰だ, Koroshita no wa dare da?) de Kō Nakahira
- 1957 : La Jeune Fille aux pieds nus (素足の娘, Suashi no musume?) de Yutaka Abe
- 1957 : Tentations (誘惑, Yūwaku?) de Kō Nakahira : Junko Takeyama
- 1957 : La Vertu chancelante (美徳のよろめき, Bitoku no yoromeki?) de Kō Nakahira : Madame Akiko
- 1957 : Tōge (峠?) de Buichi Saitō
- 1957 : Jūdai no wana (十代の罠?) de Haruyasu Noguchi
- 1958 : Shiroi akuma (白い悪魔?) de Buichi Saitō
- 1958 : Kajin (佳人?) d'Eisuke Takizawa : Tokie
- 1958 : Une ruelle sous le soleil (陽のあたる坂道, Hi no ataru sakamichi?) de Tomotaka Tasaka
- 1958 : Désirer, en toute saison (四季の愛欲, Shiki no aiyoku?) de Kō Nakahira
- 1958 : Le Canal (運河, Unga?) de Yutaka Abe
- 1958 : Fūsoku 40 mētoru (風速４０米?) de Koreyoshi Kurahara
- 1958 : Les Seins bleus (青い乳房, Aoi chibusa?) de Seijun Suzuki
- 1958 : Désir inassouvi (果しなき欲望, Hateshinaki yokubo?) de Shōhei Imamura
- 1958 : Kiken na gunzō (危険な群像?) de Haruyasu Noguchi
- 1958 : Kemono no iru machi (獣のいる街?) de Takumi Furukawa
- 1959 : Dai san no shikaku (第三の死角?) de Koreyoshi Kurahara : Kazuko Arimura
- 1959 : La Femme masquée (仮面の女, Kamen no onna?) de Yutaka Abe
- 1959 : Saijo katagi (才女気質?) de Kō Nakahira
- 1959 : Kōshu dai no shita (絞首台の下?) de Katsumi Nishikawa
- 1959 : Wakai hyō no mure (若い豹のむれ?) d'Akinori Matsuo
- 1959 : Le Mur du silence (その壁を砕け, Sono kabe o kudake?) de Kō Nakahira
- 1959 : Zero bangai no ōkami (０番街の狼?) de Haruyasu Noguchi
- 1959 : Ningyō no uta (人形の歌?) de Buichi Saitō
- 1959 : Guitar o motta wataridori (ギターを持った渡り鳥?) de Buichi Saitō : Rie
- 1959 : Iō-tō (硫黄島?) de Jūkichi Uno : la femme du concierge
- 1959 : Warera no jidai (われらの時代?) de Koreyoshi Kurahara
- 1959 : Kikenna onna (危険な女?) de Mitsuo Wakasugi (ja) : Yoshiko

### Années 1960
- 1960 : Kuchibue ga nagareru minatomachi (口笛が流れる港町?) de Buichi Saitō
- 1960 : Visez cette voiture de police (１３号待避線より その護送車を狙え, Jūsangō taihisen yori: Sono gosōsha o nerae?) de Seijun Suzuki : Yūko Hamajima
- 1960 : Jamamono wa kese (邪魔者は消せ?) de Yōichi Ushihara : Atsuko Miwa
- 1960 : L'Évadé tranquille (静かな脱獄者, Shizukana datsugokusha?) de Yutaka Abe
- 1960 : Otoko no ikari o buchimakero (男の怒りをぶちまけろ?) d'Akinori Matsuo
- 1960 : Jūrokusai (十六歳?) d'Eisuke Takizawa
- 1960 : Ashita hareru ka (あした晴れるか?) de Kō Nakahira : Shinobu Yamaki
- 1960 : Bataille sans armes (武器なき斗い, Buki naki tatakai?) de Satsuo Yamamoto
- 1961 : Histoire d'un succès (大出世物語, Daishusse monogatari?) de Yutaka Abe
- 1961 : Yaburekabure (破れかぶれ?) de Koreyoshi Kurahara
- 1961 : Lui et moi (あいつと私, Aitsu to watashi?) de Kō Nakahira : Michiko Matsumoto
- 1961 : Allez voler un million de dollars (百万弗を叩き出せ, Hyakuman doru o tatakidase?) de Seijun Suzuki : Tomiko Haraguchi
- 1962 : Otoko to otoko no ikiru machi (男と男の生きる街?) de Toshio Masuda
- 1962 : L'Héritage (からみ合い, Karami-ai?) de Masaki Kobayashi : Rie
- 1962 : Wakamonotachi no yoru to hiru (若者たちの夜と昼?) de Miyoji Ieki
- 1962 : Kumo ni mukatte tatsu (雲に向かって起つ?) d'Eisuke Takizawa
- 1962 : Ano hashi no hotori de (あの橋の畔で?) de Yoshitarō Nomura
- 1962 : Zerosen kurokumo ikka (零戦黒雲一家?) de Toshio Masuda
- 1962 : Tokyo Untouchable (東京アンタッチャブル, Tōkyō antatchaburu?) de Shinji Murayama (ja) : Mie Kaneko
- 1962 : L'Homme (人間, Ningen?) de Kaneto Shindō : la femme de Kamegoro
- 1962 : J'ai deux ans (私は二歳, Watashi wa nisai?) de Kon Ichikawa : Setsuko, la tante
- 1962 : Shirobanba (しろばんば?) d'Eisuke Takizawa
- 1963 : Isshin Yasuke: Otoko ippiki dōchūki (一心太助 男一匹道中記?) de Tadashi Sawashima
- 1963 : La Jeunesse de la bête (野獣の青春, Yajū no seishun?) de Seijun Suzuki : Kumiko Takeshita
- 1963 : Contes cruels du Bushido (武士道残酷物語, Bushidō zankoku monogatari?) de Tadashi Imai : Yasu
- 1963 : Chroniques guerrières du clan Sanada (真田風雲録, Sanada fūun roku?) de Tai Katō
- 1963 : Alibi (アリバイ, Aribai?) de Yōichi Ushihara : Chie
- 1963 : Oka wa hanazakari (丘は花ざかり?) de Kiyoshi Horiike (ja) : Asako Shiraishi
- 1963 : Oka wa hanazakari (丘は花ざかり?) de Kiyoshi Horiike (ja) : Asako Shiraishi
- 1963 : Keirin shōnin gyōjōki (競輪上人行状記?) de Shōgorō Nishimura : Tatsuyo
- 1964 : Kikyō (帰郷?) de Katsumi Nishikawa : Saeko Takano
- 1964 : Kwaïdan (怪談, Kaidan?) de Masaki Kobayashi : la seconde femme (segment "Kurokami")
- 1965 : Tristesse et beauté (美しさと哀しみと, Utsukushisa to kanashimi to?) de Masahiro Shinoda : Fumiko Ōki
- 1965 : Osan et son père mangent du riz froid (冷飯とおさんとちゃん, Hiyameshi to Osan to-chan?) de Tomotaka Tasaka
- 1965 : Yorū no kunshō (夜の勲章?) de Tetsutarō Murano
- 1965 : La Guerre des espions (異聞猿飛佐助, Ibun Sarutobi Sasuke?) de Masahiro Shinoda : Okiwa
- 1967 : La Cérémonie de dissolution du gang (解散式, Kaisan shiki?) de Kinji Fukasaku
- 1967 : La Femme du docteur Hanaoka (華岡青洲の妻, Hanaoka Seishū no tsuma?) de Yasuzō Masumura : Koriku

### Années 1970
- 1970 : Osana tsuma (おさな妻?) de Reijirō Usuzaka : actrice de théâtre
- 1971 : Yasashii nipponjin (やさしいにっぽん人?) de Yōichi Higashi
- 1973 : Shinobu ito (忍ぶ糸?) de Masanobu Deme
- 1977 : La Ballade du diable (悪魔の手毬唄, Akuma no temari-uta?) de Kon Ichikawa : Harue Bessho, la mère de Chie
- 1979 : Rika (子育てごっこ, Kosodate gokko?) de Tadashi Imai

### Années 1980
- 1981 : Rennyo to sono haha (蓮如とその母?) de Kihachirō Kawamoto : (voix)
- 1981 : Noriko, vous connaissez ? (典子は、今, Noriko wa, ima?) de Zenzō Matsuyama
- 1982 : Le Tatoué (ＴＡＴＴＯＯ＜刺青＞あり, Tattoo ari?) de Banmei Takahashi (ja) : Sadako Takeda

### Années 1990
- 1990 : Maria, Tsugumi et la mer (つぐみ, Tsugumi?) de Jun Ichikawa : la mère de Tugumi
- 1993 : Gekko no natsu (月光の夏?) de Seijirō Kōyama
- 1994 : Otoko tomodachi (男ともだち?) de Takumi Yamaguchi
- 1999 : Sennen tabito (千年旅人?) de Hitonari Tsuji

### Années 2000
- 2000 : Le Visage (顔, Kao?) de Junji Sakamoto : Mme Yoshimura
- 2001 : Akashia no michi (アカシアの道?) de Jōji Matsuoka : Kanako Kijima
- 2003 : Sayonara, Kuro (さよなら、クロ?) de Jōji Matsuoka : Mme Makino, la principale
- 2005 : La  Laitière (いつか読書する日, Itsuka dokusho suruhi?) d'Akira Ogata : Toshiko Minagawa
- 2008 : Kogoeru kagami (こごえるかがみ?) de Taku Ōshima (ja)
- 2008 : Kanki no uta (歓喜の歌?) de Jōji Matsuoka : Fuku Okawara
- 2009 : Urutora mirakuru rabu sutōrī (ウルトラミラクルラブストーリー?) de Satoko Yokohama (ja) : Shibata

### Années 2010
- 2012 : Shiawase no pan (しあわせのパン?) de Yukiko Mishima
- 2012 : Hatenu mura no mina (果てぬ村のミナ?) de Naoki Segi (ja)
- 2013 : Fune o amu (舟を編む?) de Yūya Ishii : Take
- 2014 : Karaage USA (カラアゲ・ＵＳＡ?) de Naoki Segi (ja)
- 2016 : La Cantine de minuit 2 (続・深夜食堂, Zoku shin'ya shokudō?) de Jōji Matsuoka
- 2019 : Goze (瞽女?) de Masaharu Takizawa
- 2019 : Tagatame ni kenpō wa aru (誰がために憲法はある?) de Jun'ichi Inoue (ja)
- 2019 : Inochi sukecchi (いのちスケッチ?) de Naoki Segi (ja)

## Distinctions

### Décorations
- 1997 : médaille au ruban pourpre[1]
- 2004 : récipiendaire de l'ordre du Soleil levant de quatrième classe[1]

### Récompenses
- 1959 : Blue Ribbon Award de la meilleure actrice dans un second rôle pour Désir inassouvi[2]